# Villaviciosa (Asturie)
Villaviciosa è un comune spagnolo di 14 775 abitanti situato nella costa orientale della comunità autonoma delle Asturie, comarca di Gijón.

## Geografia fisica
Il suo territorio si estende dal Mar Cantabrico all'interno collinare solcato da diversi corsi d'acqua. Sul mare si trovano sette spiagge con sabbia fine, la più frequentata dai bagnanti è quella alla foce del fiume España contornata da scogli.
Il capoluogo è posto al termine della ría omonima (le rías sono foci di fiumi a fiordo caratteristiche delle coste asturiane e galiziane) ed è una città a 30 km da Gijón. 
Questa ría è dichiarata Riserva naturale per il suo interessante ambiente marino faunistico e vegetale.

## Storia
Al Paleolitico si fa risalire la prima presenza umana nella regione, come testimoniano i resti rinvenuti nelle diverse grotte esistenti nei pressi della costa. Dai reperti di oggetti e strumenti per la coltivazione dei campi rinvenuti nel territorio si evince che i primi abitanti appartenevano a tribù di un popolo preindoeuropeo cui successero i Celti che invasero il territorio. Storici e geografi greci e romani parlano di due popolazioni tribali divise dai Monti Cantabrici, la prima con capitale Asturica (l'attuale Astorga), la seconda transmontana sulla costa orientale asturiana e quindi anche nel municipio di Villaviciosa come testimoniato dai reperti trovati nei resti del Castro del Picu Castiellu oggi nel Museo Arqueologico di Oviedo.
I Romani, che volevano occupare l'intera Spagna mentre restavano libere le popolazioni asturiane e cantabriche, dovettero sostenere una lunga guerra con queste tribù durata due anni e terminata al tempo di Augusto nel 27 a.C. con la conquista del nord della Spagna.
I Romani diedero il nome di un luogotenente di Augusto: Velayo alla località di Villaviciosa, nel 1270 il re Alfonso X la chiamò Pola de Maliayo e finalmente nel 1277 prese l'attuale nome.
Ai Romani successero nel VI secolo i Visigoti cristianizzati che crearono un regno in tutta la penisola iberica e parte della Francia con capitale a Toledo. La conquista di Toledo da parte dei Musulmani nell'VIII secolo determinò la fine del regno dei Visigoti e questi si rifugiarono nel Nord della Spagna creando diversi piccoli regni nelle Asturie dove si sviluppò una scuola architettonica che fiorì durante il regno di Alfonso il Casto dal 789 all'842 e di suo figlio Ramiro I dall'842 all'850, caratterizzò le chiese costruite nei secoli dall'VIII al X (stile preromanico) e sfociò successivamente nel romanico asturiano di cui tanti sono gli esempi nel territorio del comune di Villaviciosa. Dai re visigoti partì la Reconquista cristiana il cui inizio si fa risalire alla battaglia di Covadonga quando il mitico Pelagio sconfisse i Musulmani. Pelagio si autoproclamò poi re fondando il regno delle Asturie. Re delle Asturie furono in seguito Alfonso II il Casto che fece capitale del regno la città di Oviedo, il figlio Ramiro I, Ordoño I delle Asturie e Alfonso III il cui regno comprendeva anche parte del Portogallo, la Galizia, il Leon e parte della Castiglia. Alla sua morte il regno si frantumò in cinque parti con re i suoi cinque figli. Re delle Asturie fu Fruela II che ereditò successivamente dal fratello anche il regno di Leon dove trasportò la capitale determinando l'isolamento e in parte l'abbandono economico delle Asturie. Con l'avvento dei Re cattolici si creò il Principato delle Asturie che non portò ad altro che al titolo onorifico di Principe delle Asturie spettante tuttora all'erede al trono di Spagna. 
Durante il medioevo Villaviciosa fu tappa del camino de Santiago e il passaggio dei pellegrini per il suo territorio apportò benefici economici e attività edificatoria di chiese e ostelli.
Nel XIII secolo Villaviciosa ebbe la concessione della Carta puebla cioè lo statuto comunale e il riconoscimento del titolo di Villa. Alla fine del XV secolo un incendio distrusse completamente la città e su ordine dei re Cattolici fu in seguito ricostruita totalmente, assumendo quell'aspetto cinquecentesco che la contraddistingue. Negli anni dal 1573 al 1576 fu colpita con le città vicine da un'epidemia di peste, che causò molte vittime.
Nel XIX secolo come in tutte le Asturie, si verificò un notevole movimento migratorio verso l'America, in particolare verso Cuba.
Molti emigranti o loro famigliari, fatta fortuna in America, ritornarono a Villaviciosa dove provvidero a costruirsi nuove abitazioni sia nel centro antico che in periferia, le cosiddette
case indiane.

## Monumenti e luoghi d'interesse
I monumenti di maggior interesse sono gli edifici religiosi di stile romanico esistenti non solo in città ma presenti in tutto il territorio comunale come le cappelle a pianta rettangolare ed una sola navata come quelle del XIII secolo di Santa Maria de Villaviciosa, della Virgen de la Guia, della Virgen del Carmen, della Virgen de los Remedios, di Montoto, dei Martires. Inoltre da ricordare: la cappella di Cancepcion de la Torre del 1622, la Iglesia de San Juan de Armandi, più importante chiesa romanica in cui un'iscrizione indica l'anno di fondazione nel 1173, ma risalente nella forma attuale al XIII secolo, la Iglesia de San Salvasor de Pulsea dichiarata monumento nazionale, costruita nel 921, restaurata malamente nel 1914, incendiata durante la guerra civile nel 1936 perdendo il tetto originale di legno rifatto nel 1954. E ancora: la Iglesia de Santa Maria de Villaviciosa detta La Oliva del XIII secolo, restaurata nei secoli XV. XVI e XX, dichiarata monumento historico artistico, la Iglesia de Santa Maria de Sebrayo del X secolo, la Iglesia de santa Eulalia de Oles del XIII secolo, la Iglesia de san Salvador de Valdebarzana dei secoli XIII-XIV, la Iglesia de Santa Eulalia del Seboriu del X secolo poi completata nel XIII, la Iglesia de San Esteban de Miravalles del XIX secolo, il Monasterio de Santa Maria de Valdediós e la Chiesa di San Salvador de Valdediós del IX secolo
Da visitare è anche la Reserva natural parcial de la Cueva del Lloviu comunemente conosciuta come Cueva (grotta) del Peón risalente al Giurassico e costituita da una rete di gallerie di 1800 metri e il Castro del Picu Castiellu, resti di un castro celtico del II-III secolo.

## Economia
L'economia locale si basa sull'agricoltura, sul turismo, sui servizi e sull'industria alimentare. L'agricoltura si occupa principalmente della frutticoltura (in particolare delle mele) e dell'allevamento del bestiame soprattutto bovino, ma anche equino e suino. Villaviciosa si colloca infatti fra i principali comuni di Spagna produttori di mele, carne bovina e latte, pur esistendo, sia pure di minore rilevanza, anche la pastorizia ovina e caprina. La sua industria è rivolta alla produzione alimentare, in primo luogo alla produzione della sidra (il sidro di mele) di cui è indubbiamente la capitale risalendo già all'XI secolo la produzione locale di questo vino ottenuto dalla fermentazione del mosto di mele. Altre produzioni industriali o artigianali sono quelle dei derivati dal latte (burro e formaggi), esistono anche segherie di legno e mobilifici e, inoltre, fabbriche di conserve di frutta, di cioccolata e di dolciumi.
Il turismo è balneare nelle 7 spiagge del territorio e culturale per visitare i monumenti religiosi di stile romanico esistenti nelle varie località del comune che la rendono famosa fra i cultori di architettura preromanica e romanica.
Una statistica comunale recente indica la seguente suddivisione dei lavoratori a seconda della loro attività: 45,75% nell'agricoltura, 33.54% nei servizi, 19,71% nell'industria e artigianato.

## Feste
Concurso Esposicion del ganado cioè del bestiame d'allevamento che si tiene il mercoledì della Fiesta del Portal in onore della Vergine del Portal che dura dal sabato precedente al mercoledì seguente l'8 settembre con manifestazioni folcloristiche fra cui la Danza del Portal, i cui partecipanti vestono i costumi tradizionali, il concorso di suonatori di gaita, la cornamusa tipica delle Asturie con partecipanti da tutta la regione, gare sportive, manifestazioni culturali e concerti di orchestre di livello internazionale. Durante questi giorni la città è decorata con bandiere e lampioncini.
Altre fiere del ganado sono quella di San José, il mercoledì più vicino al 19 marzo e quella della Parroquia de Arguer, la prima domenica di settembre. Molto frequentato è il Festival de la manzana, cioè della mela, che si tiene dal 1960 in coincidenza col periodo del raccolto delle mele. Oltre all'esposizione e alla fiera di mele selezionate e di sidra si svolge una gara in pubblico di bevitori di sidra che si esibiscono seguendo precise regole che prescrivono il rituale col quale avviene la bevuta. I partecipanti vengono da tutta la Spagna, la sidra scorre a fiumi per i turisti nelle sidrarias, osterie in cui si beve questo vino e in città aleggia il suo odore particolare. Il venerdì, ultimo giorno del festival, i giovani vestiti in costumi tradizionali ballano la Salve brindando in onore della Madonna cui offrono il mosto di mele.
Numerose sono le feste patronali in cui si può distinguere la parte religiosa con la messa e la processione con l'immagine del patrono per le vie della parrocchia accompagnata dal suono delle cornamuse, la parte gastronomica col pranzo con gran numero di familiari ed amici e la parte ludica serale con danze tradizionali, musica e attrazioni all'aperto. La notte di San Giovanni c'è la Foguera con la danza prima attorno ad un falò.